# Schleiz
Schleiz (pronunciación en alemán: /ʃlaɪ̯t͡s/ⓘ) es una ciudad en el sureste de Turingia, Alemania. Schleiz tiene 8698 habitantes (2010) y es la capital del distrito de Saale-Orla. 
Schleiz es una ciudad antigua con un centro barroco/clasicista. En la Edad Moderna hasta 1848 Schleiz era la capital de varios estados pequeños de la dinastía de Reuss. En 1872 el profesor del liceo Konrad Duden publicó el primer diccionario Duden en Schleiz. El Duden es el diccionario más importante de la lengua alemana.
Además fue el centro administrativo del señorío, y posteriormente condado y principado, de Reuss-Schleiz, un estado del Sacro Imperio Romano Germánico. Schleiz sirvió como capital del estado antes de unirse con Reuss-Gera para crear el Principado de Reuss-Schleiz-Gera.

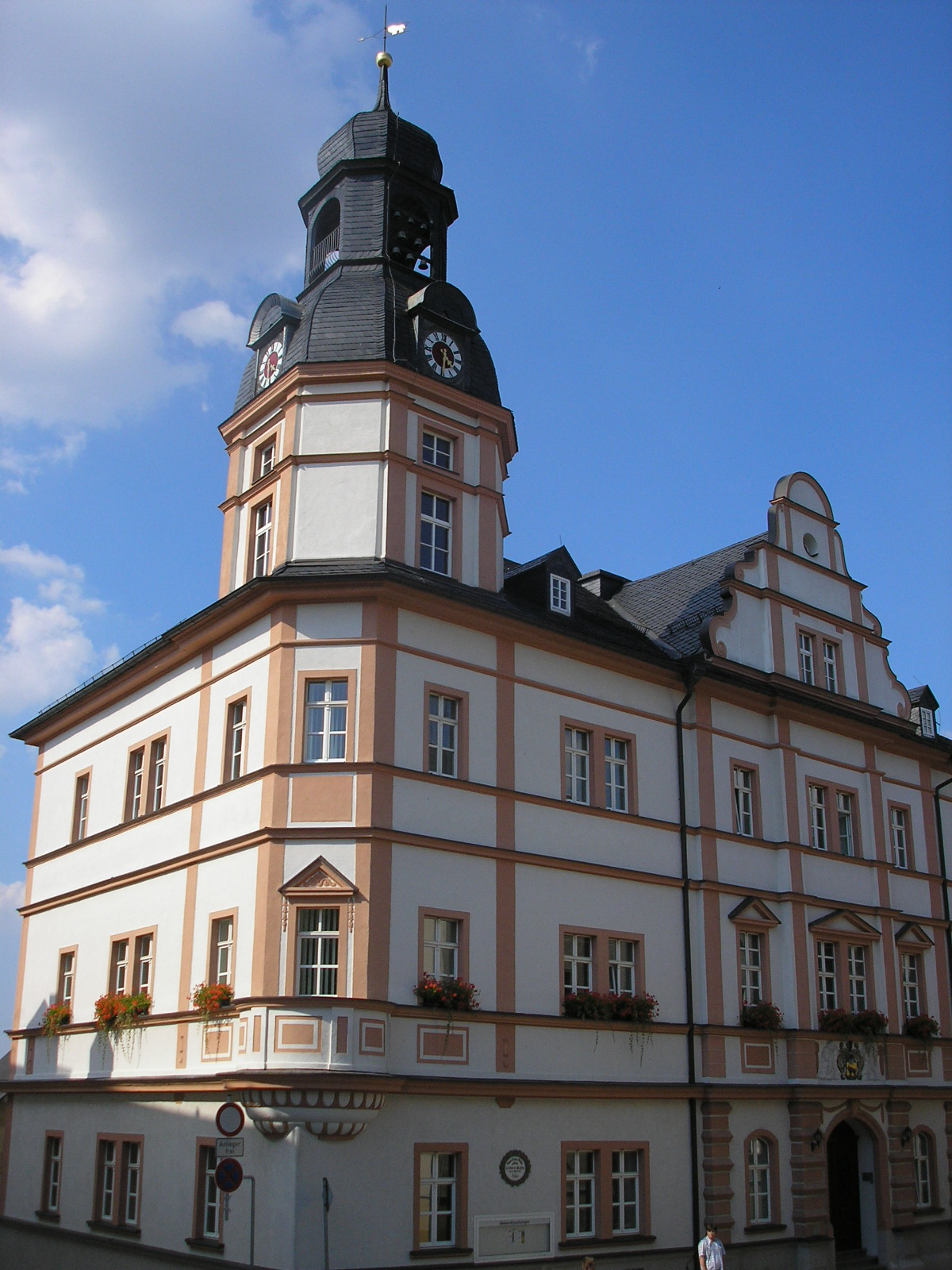
Ayuntamiento
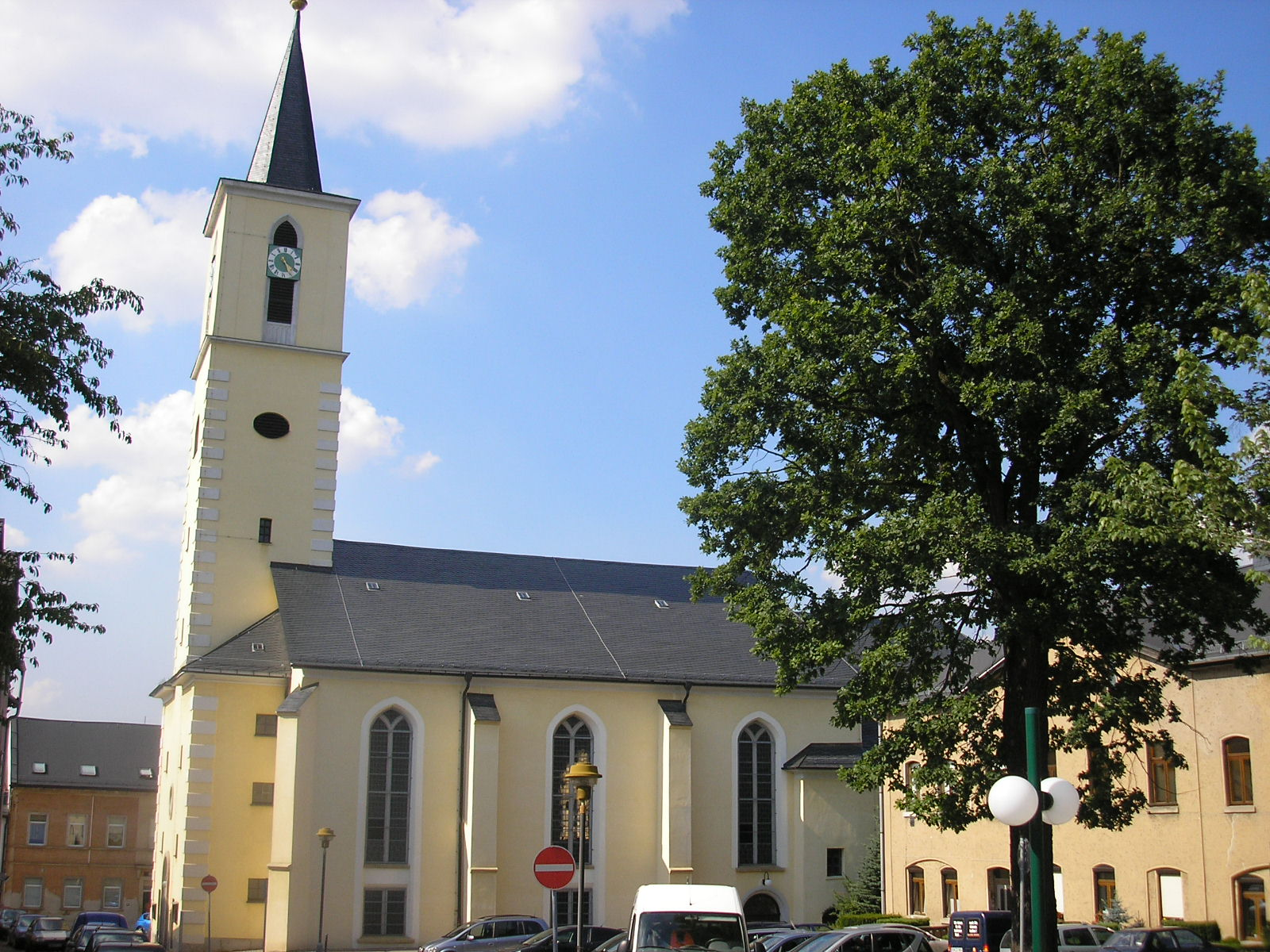
Iglesia mayor
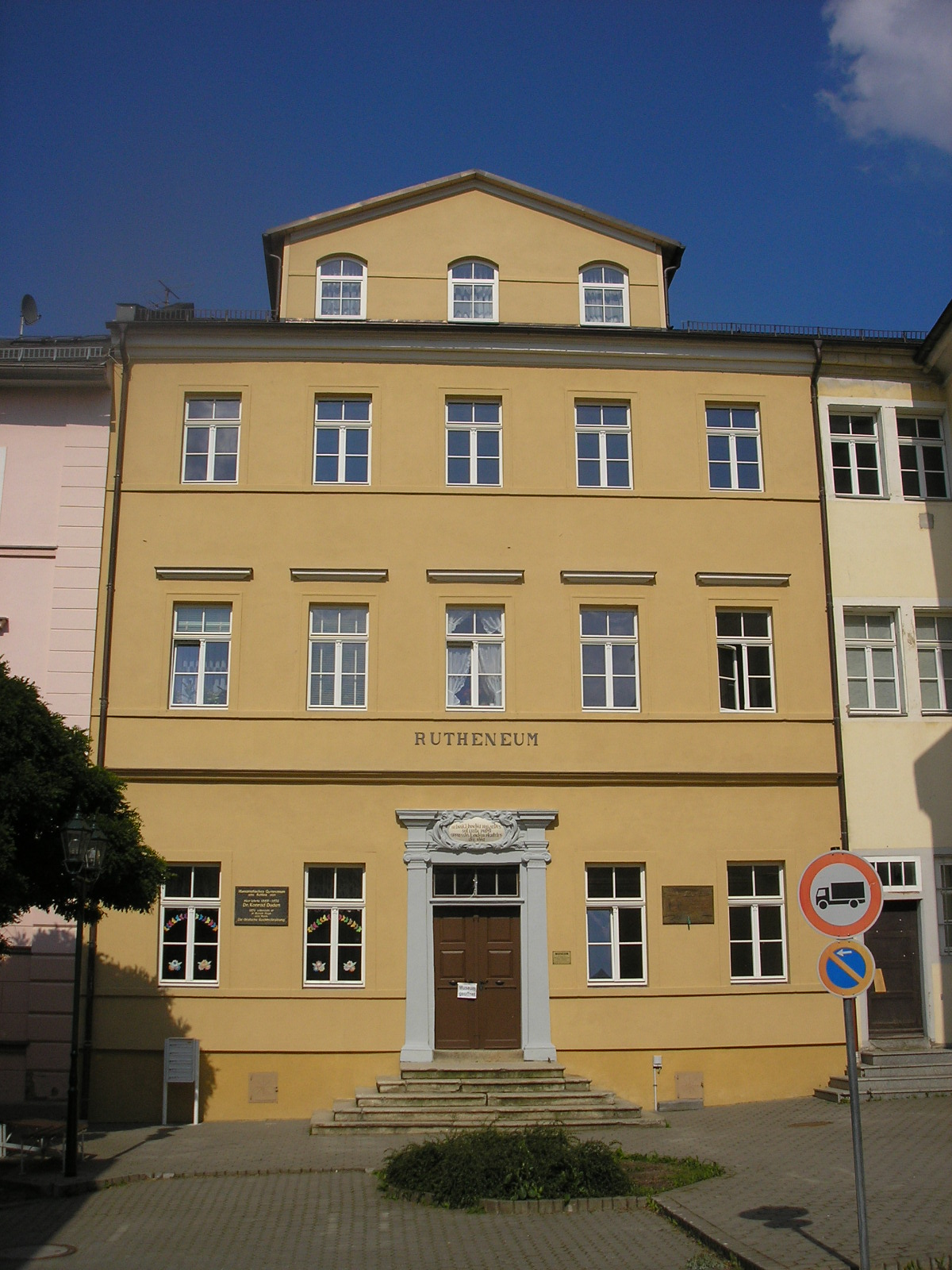
«Rutheneum», el liceo donde Konrad Duden trabajó
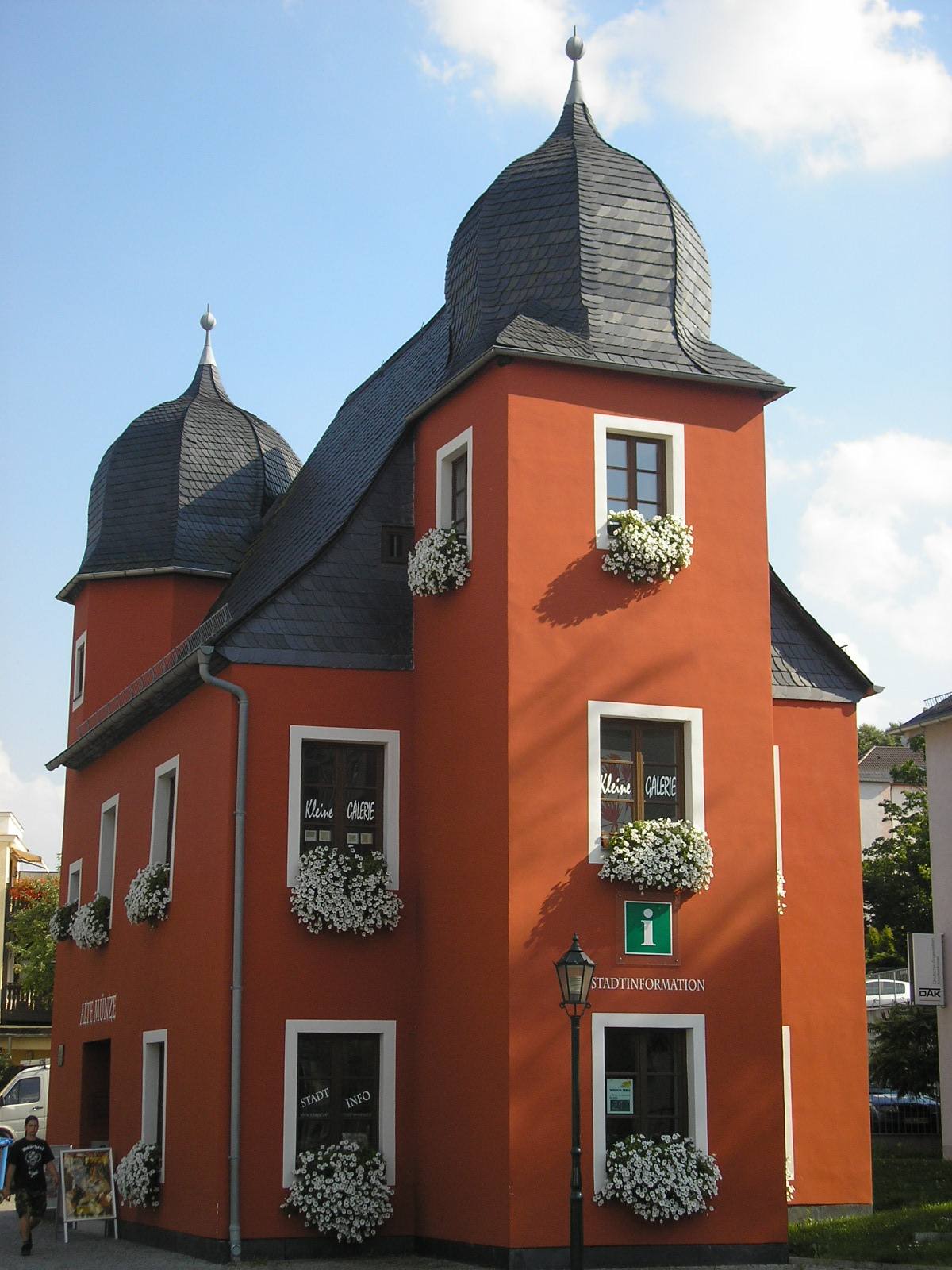
Antigua ceca
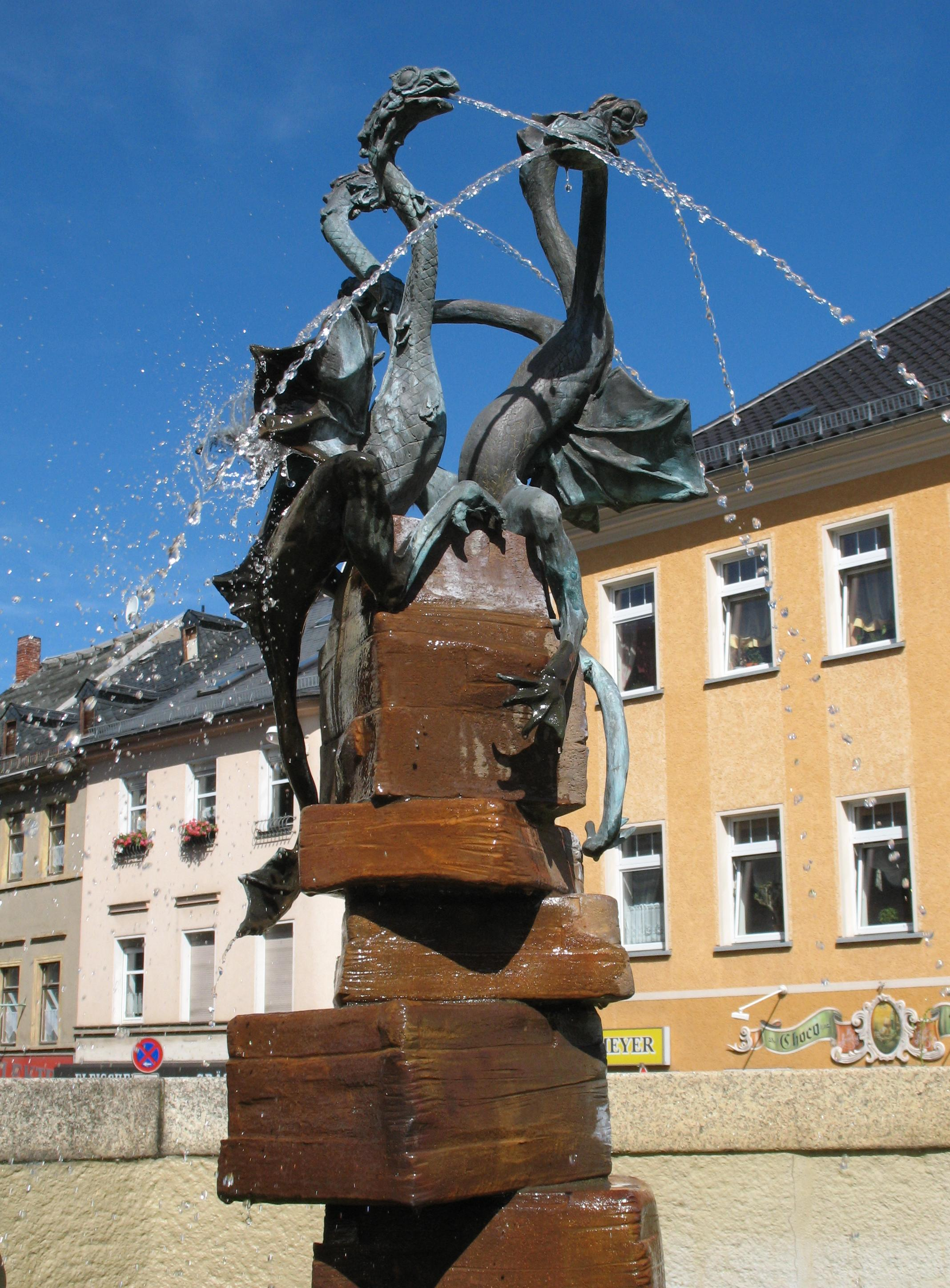
Fuente
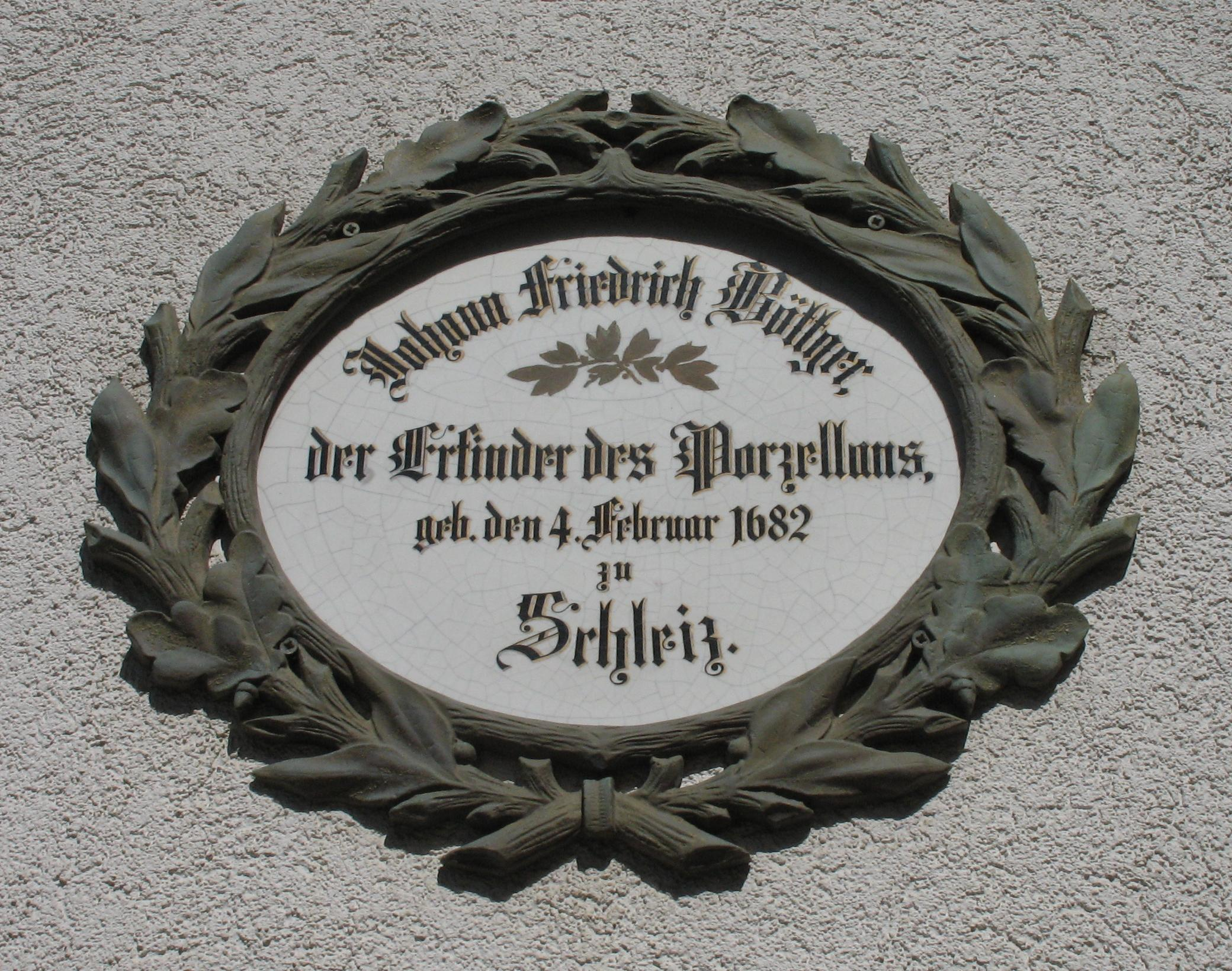